# Парламент Наварры
Парламент Наварры (баск. Nafarroako Parlamentua) — законодательный орган автономной области на севере Испании Наварры.

## История
Парламент Наварры был учреждён в 1982 году.

## Функции
- Представлять народ Наварры;
- осуществлять законодательную власть
- утверждать бюджет Наварры;
- избирать председателя правительства Наварры;

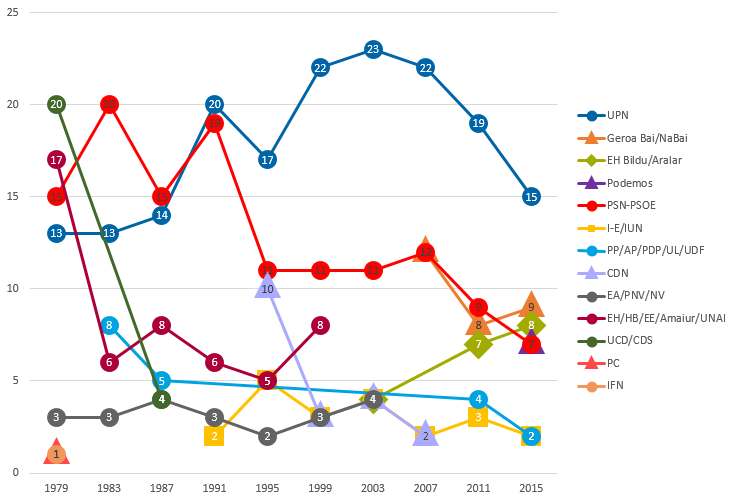
Состав парламента по годам и партиям

- Состав парламента по годам и партиямконтролировать деятельность правительства Наварры;
- назначать автономных сенаторов;
- назначать омбудсмена
- назначать председателя Счетной палаты;
- осуществлять инициативу, предусмотренную в четвёртом переходном положении испанской Конституции 1978 года.

## Состав

### Председатели
| Председатель                | Начало | Конец            | Партия                          |
| Виктор Мануэль Арбелоа Муру | 1979   | 1983             | Социалистическая партия Наварры |
| Бальбино Бадос Артиз        | 1983   | 1987             | Союз народа Наварры             |
| Игнасио Хавьер Гомара       | 1987   | 1991             | Союз народа Наварры             |
| Хавьер Отано Сид            | 1991   | 1995             | Социалистическая партия Наварры |
| Лота Эгьюрен Апестегия      | 1995   | 1999             | Социалистическая партия Наварры |
| Хосе Луис Кастехон Гарруэс  | 1999   | 2003             | Социалистическая партия Наварры |
| Рафаэль Гуррэа Индураин     | 2003   | 2007             | Союз народа Наварры             |
| Елена Торрес Миранда        | 2007   | 2011             | Социалистическая партия Наварры |
| Альберто Каталан Хигерас    | 2011   | 2015             | Союз народа Наварры             |
| Аинхоа Азнарез Игарза       | 2015   | ныне в должности | Подемос                         |